# Campionatul Mondial de Gimnastică Artistică din 2010
Campionatul Mondial de Gimnastică Artistică din 2010 s-a desfășurat în perioada 16–24 octombrie 2010 la Rotterdam în Țările de Jos.

## Medaliați
| Probă             | Aur | Argint | Bronz |
| Masculin          | | | |
| Echipe            | China Chen Yibing Feng Zhe Teng Haibin Yan Mingyong Lü Bo Zhang Chenglong                                   | Japonia Kōhei Uchimura Koji Yamamuro Koji Uematsu Kazuhito Tanaka Kenya Kobayashi Tatsuki Nakashima                  | Germania Philipp Boy Fabian Hambüchen Thomas Taranu Evgenij Spiridonov Sebastian Krimmer Matthias Fahrig |
| Individual compus | Kōhei Uchimura (JPN)                                                                                        | Philipp Boy (GER) | Jonathan Horton (USA)                                                                                    |
| Sol               | Eleftherios Kosmidis (GRE)                                                                                  | Kōhei Uchimura (JPN)                                                                                                 | Daniel Purvis (GBR)                                                                                      |
| Cal cu mânere     | Krisztián Berki (HUN)                                                                                       | Louis Smith (GBR) | Prashanth Sellathurai (AUS)                                                                              |
| Inele             | Chen Yibing (CHN)                                                                                           | Yan Mingyong (CHN)                                                                                                   | Matteo Morandi (ITA)                                                                                     |
| Sărituri          | Thomas Bouhail (FRA)                                                                                        | Anton Golotsutskov (RUS)                                                                                             | Dzmitry Kaspiarovich (BLR)                                                                               |
| Paralele          | Feng Zhe (CHN)                                                                                              | Teng Haibin (CHN) | Kōhei Uchimura (JPN)                                                                                     |
| Bară fixă         | Zhang Chenglong (CHN)                                                                                       | Epke Zonderland (NED)                                                                                                | Fabian Hambüchen (GER)                                                                                   |
| Feminin           | | | |
| Echipe            | Rusia Ksenia Afanasyeva Aliya Mustafina Tatiana Nabieva Ksenia Semenova Ekaterina Kurbatova Anna Dementyeva | Statele Unite ale Americii Rebecca Bross Mackenzie Caquatto Bridget Sloan Mattie Larson Aly Raisman Alicia Sacramone | China Jiang Yuyuan He Kexin Sui Lu Huang Qiushuang Deng Linlin Yang Yilin                                |
| Individual compus | Aliya Mustafina (RUS)                                                                                       | Jiang Yuyuan (CHN)                                                                                                   | Rebecca Bross (USA)                                                                                      |
| Sărituri          | Alicia Sacramone (USA)                                                                                      | Aliya Mustafina (RUS)                                                                                                | Jade Barbosa (BRA)                                                                                       |
| Paralele inegale  | Beth Tweddle (GBR)                                                                                          | Aliya Mustafina (RUS)                                                                                                | Rebecca Bross (USA)                                                                                      |
| Bârnă             | Ana Porgras (ROU)                                                                                           | Rebecca Bross (USA) · Deng Linlin (CHN)                                                                              | _ |
| Sol               | Lauren Mitchell (AUS)                                                                                       | Aliya Mustafina (RUS) · Diana Chelaru (ROU)                                                                          | _ |

## Clasament pe medalii
| Loc   | Țară           | Aur | Argint | Bronz | Total |
| ----- | -------------- | --- | ------ | ----- | ----- |
| 1     | China          | 4   | 4      | 1     | 9     |
| 2     | Rusia          | 2   | 4      | 0     | 6     |
| 3     | Statele Unite  | 1   | 2      | 3     | 6     |
| 4     | Japonia        | 1   | 2      | 1     | 4     |
| 5     | Marea Britanie | 1   | 1      | 1     | 3     |
| 6     | România        | 1   | 1      | 0     | 2     |
| 7     | Australia      | 1   | 0      | 1     | 2     |
| 8     | Ungaria        | 1   | 0      | 0     | 1     |
| 8     | Franța         | 1   | 0      | 0     | 1     |
| 8     | Grecia         | 1   | 0      | 0     | 1     |
| 11    | Germania       | 0   | 1      | 2     | 3     |
| 12    | Țările de Jos  | 0   | 1      | 0     | 1     |
| 13    | Brazilia       | 0   | 0      | 1     | 1     |
| 13    | Belarus        | 0   | 0      | 1     | 1     |
| 13    | Italia         | 0   | 0      | 1     | 1     |
| TOTAL | TOTAL          | 14  | 16     | 12    | 42    |

## Legături externe
- en  www.rotterdam2010.sportcentric.com, site-ul oficial